# Lolo-Bouénguidi
Lolo-Bouénguidi es un departamento de la provincia de Ogooué-Lolo en Gabón. En octubre de 2013 presentaba una población censada de 30 643 habitantes.
Se encuentra ubicado en el centro del país, sobre la cuenca hidrográfica del río Ogooué.